# Platycypha caligata
Espèce
Statut de conservation UICN

 LC  : Préoccupation mineure
Platycypha caligata est une espèce d'insectes de l'ordre des odonates (libellules), du sous-ordre des Zygoptera (demoiselles) et de la famille des Chlorocyphidae.

## Répartition
Platycypha caligata se rencontre en Afrique au sud du Sahara. Elle est notamment présente en Afrique du Sud, en Angola et en Éthiopie.

## Habitat
Platycypha caligata apprécie les ruisseaux, les rivières rapides, rocheuses, peu profondes, bordées de buissons ou bordées d'arbres. Elle est parfois présente dans les bassins fluviaux et à proximité des cours d'eau ouverts avec des berges recouvertes de hautes herbes. Elle se rencontre principalement sur des rochers, des brindilles ou des feuilles dans l'eau ou en surplomb.

## Description
Platycypha caligata est une demoiselle robuste,. Le corps mesure de 31 à 33 mm et les ailes de l'ordre de 22 mm. Les mâles ont le dos de l'abdomen coloré de bleu et les tibias qui sont élargis latéralement sont blancs antérieurement et rouges postérieurement. Les femelles, cryptiques, sont brunes.

### Description du mâle

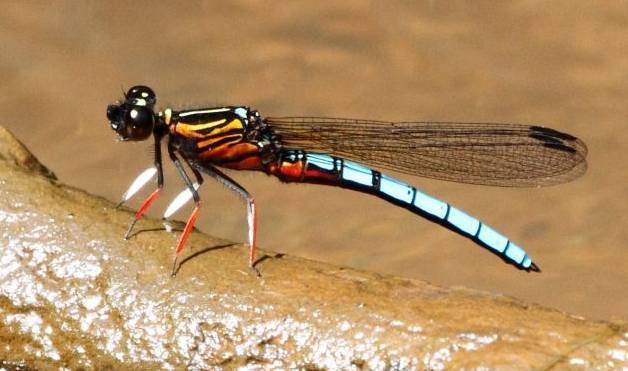
Platycypha caligata ♂

La face est noire. Le dessus de la tête est noir avec une tache carrée vert bleuté et deux marques orange clair, triangulaires, pointant vers l'avant.
Le prothorax est noir avec des taches orange. Le dessus du synthorax est noir avec une ligne centrale et une tache de couleur crème à vert bleuâtre. Les côtés du synthorax présentent des bandes noires, orange et rouges.
Les ailes sont claires légèrement sombres à la base. Les pterostigma, d'environ 2 mm de long, sont noirs.
Les pattes ont les fémurs principalement noirs avec deux lignes jaunes en dehors. et des tibias très élargis, rouge vif à l'extérieur et blanc brillant à l'intérieur.
L'abdomen est large, triangulaire, effilé, principalement bleu vif. Les segments 1 à 3 sont rouge foncé avec des marques bleues et noires. Les segments 4 à 10 ont le dessus bleu vif avec des anneaux noirs de plus en plus fins et le dessous noir. Les appendices sont noirs. Les appendices inférieurs sont en forme de pince aux extrémités pointues et les appendices supérieurs ont des extrémités en forme de boule.

### Description de la femelle

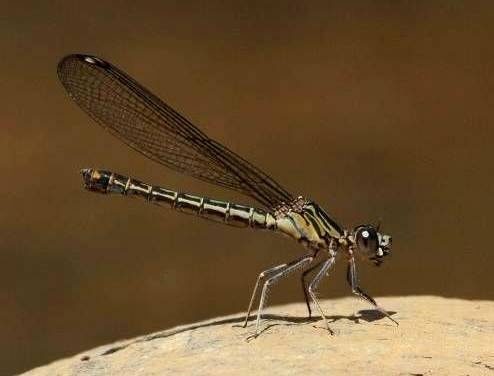
Platycypha caligata ♀

La femelle est entièrement rayée et réticulée de jaune brunâtre avec des marques brun noirâtre. 
L'abdomen, jaunâtre, présente deux lignes noires au dessus et deux autres en dessous. 
Les tibias, noirs en dedans et jaunes en dehors, ne sont pas dilatés.
Les ptérostigmas sont noirs avec le centre jaune brun.

## Écologie
L'imago vole de décembre à mai.
Les mâles Platycypha caligata sont fortement territoriaux,. Ils centrent leurs territoires autour de sites favorables à la ponte présentant du bois flottant dépourvu d'écorce ou des racines submergées. 
La parade nuptiale est constituée d'une série complexe de vols au cours desquels les mâles agitent les surfaces blanches, et rouges de leurs six tibias élargis latéralement devant les femelles. Après avoir intercepté une femelle traversant son territoire, le mâle l'attire vers son site de ponte en paradant l'abdomen en arrière. La femelle atterrit et sonde le site avec son abdomen pendant que le mâle lui fait la cour en exposant ses tibias blancs et en planant autour d'elle. Si le site lui convient, elle vole lentement et se perche avant de s'accoupler. Dans le cas contraire, elle s'enfuit rapidement. Après l'accouplement, le mâle accompagne la femelle jusqu'au site de ponte. Les femelles semblent préférer pondre à proximité d'autres femelles en train de pondre pour éviter d'être interrompues par des mâles cherchant à s'accoupler.

## Espèce proche

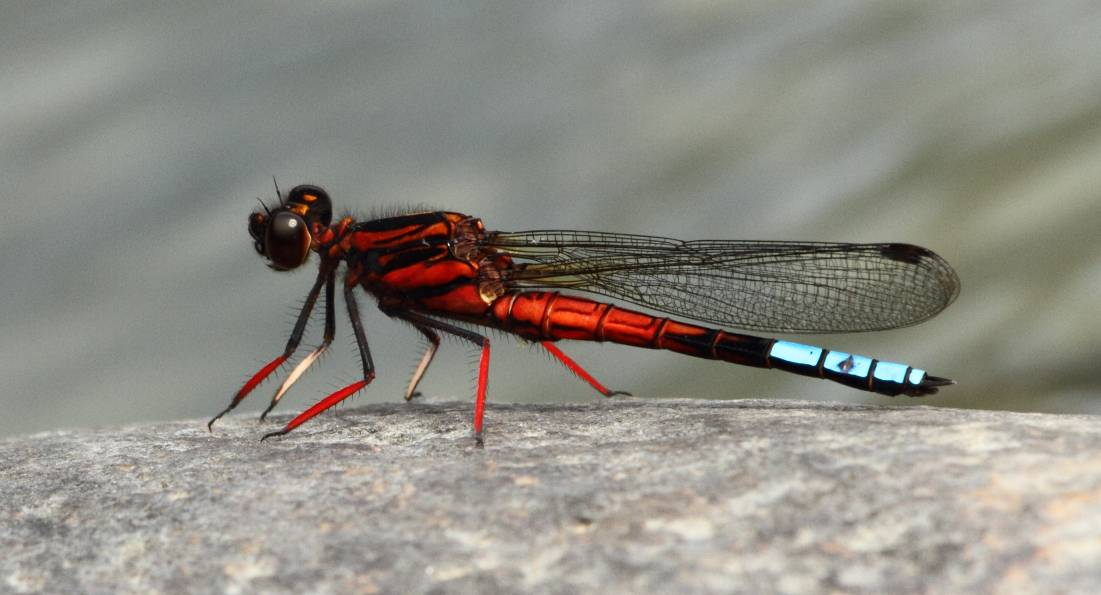
Platycypha fitzsimonsi ♂ (KwaZulu-Natal, Afrique du Sud).

Platycypha caligata est assez semblable à Platycypha fitzsimonsi. La distinction est assez facile chez le mâle avec les segments 2 à 10 qui sont bleus chez Platycypha caligata alors que seuls les segments 7 à 10 le sont chez Platycypha fitzsimonsi les autres étant rouges.

## Systématique
L'espèce Platycypha caligata a été décrite par l'entomologiste belge Edmond de Sélys Longchamps en 1853 sous le protonyme Libellago caligata.

### Publication originale
- Sélys-Longchamps, E. de, 1853. Synopsis des Caloptérygines. Bulletin de l'Académie royale des Sciences de Belgique (1) 20(Annexe): 1-73 [57]. (Texte intégral)

### Sous-espèces
Certains auteurs dénombrent deux sous-espèces.
- Platycypha caligata caligata (Sélys, 1853)
- Platycypha caligata angolense Longfield, 1959

Il est à noter que des travaux récents considèrent Platycypha angolensis comme une espèce à part entière,. 

### Synonymes
- Libellago caligata Sélys, 1853 (protonyme)[4],[6]
- Libellago ambigua Gerstaecker, 1891[6],[8]
- Libellago hartmanni Förster, 1898[6],[8]
- Libellago sulphuripes Poulton, 1929[6],[8],[9]